# Marcellus Schiffer
Marcellus Schiffer, pseudonimo di Otto Schiffer (Berlino, 20 giugno 1892 – Berlino, 24 agosto 1932), è stato un grafico, pittore, librettista autore di cabaret tedesco.

## Biografia

### Primi anni e formazione
Schiffer nacque a Berlino. Suo padre, Siegfried Schiffer (1849-1897), era un mercante di legname ebreo che morì quando il ragazzo aveva solo 5 anni. Superò gli Esami finali della scuola (Abitur)  e continuò a formarsi con Emil Orlík come artista e illustratore. Ben presto fu costretto a riconoscere che la sua vera vocazione era altrove, come scrittore di testi satirici. Durante questa parte della sua carriera lavorò come scrittore e illustratore, producendo anche poesie.

### Inizi della carriera
Nei primi anni '20 Schiffer conobbe Marguerite "Margo" Lion, la cantante di cabaret francese nata a Costantinopoli che era venuta a Berlino per studiare alla scuola di danza russa della città. Spinto, secondo alcuni, da una morbosa gelosia, Schiffer rivolse il proprio talento verso il mondo del cabaret. Sviluppò a Berlino un genere tutto suo che combinava la rivista letteraria con il cabaret, lavorando tra il 1922 e il 1925 agli spettacoli "Wilde Bühne", "Rampe", "Tütü", "Größenwahn" e "Katakombe". Nel novembre 1923 Margo Lion fece il suo debutto con la canzone creata da Schiffer "The Line of Fashion" ("Die Linie der Mode"). Alcuni anni dopo, nel 1928, i due si sposarono.

### Il cabaret e altre collaborazioni
Un'altra importante collaborazione fu quella con il compositore di origine russa Mischa Spoliansky, che all'epoca viveva a Berlino e che Schiffer incontrò per la prima volta nel 1925. Insieme, i due idearono una nuova forma di teatro musicale acutamente umoristico che combinava elementi di cabaret e di rivista. La loro prima produzione importante, "Es liegt in der Luft" ("È nell'aria") fu un successo immediato con il pubblico tedesco. Può essere visto come il primo musical della Germania. Tuttavia, a quel tempo il termine non era usato in Germania e l'opera era generalmente percepita come una rivista. Fu una svolta scenica anche in altri modi. Margo Lion recitò accanto alla sua amica più giovane, non ancora famosa, Marlene Dietrich. Uno dei momenti salienti fu il duetto che le due cantarono insieme "Wenn die beste Freundin mit der besten Freundin" (Quando il migliore amico con il tuo migliore amico). Da quel momento in poi Schiffer fu molto richiesto come scrittore di cuplé musicali nella Germania di Weimar.

### Librettista
Allo stesso modo fruttuoso fu il suo rapporto con il compositore Paul Hindemith. Questo diede origine, nel 1929, all'opera News of the day (Neues vom Tage). Aveva scritto il libretto di questa breve opera per Hindemith un paio di anni prima.
Insieme alle collaborazioni sopra evidenziate, Marcellus Schiffer ha anche scritto libretti per Friedrich Hollaender, Rudolf Nelson, Werner Richard Heymann e Allan Gray.

## Morte
Il 24 agosto 1932 Marcellus Schiffer, che sembra aver sofferto di depressione, terminò la sua vita prendendo un'overdose di sonniferi.

## Esempio della sua poesia
Chanson dalla società
Rauscht die Gesellschaft,

Plauscht die Gesellschaft.

So ist die Gesellschaft.

Man muss voll Schaudern

Die Nacht durchplaudern

Und hat seit Tagen

Sich nichts zu sagen.

Das plaudert kritisch

Und plauscht politisch,

Löst alle Fragen

Mit Käse im Magen.»
Il rumore della società,

Chiacchiera con la società.

Così è la società.

Devi rabbrividire

Chiacchierare tutta la notte

E lo fa da giorni

Per non dire niente a te stesso.

Questo chiacchiera in modo critico

E chiacchiera politicamente,

Risolve tutte le domande

Con il formaggio nello stomaco.»

## Opere selezionate
- Fleißige Leserin.1926
- Hetärengespräche. Cabaret-Rivista. Musica: Friedrich Hollaender. UA 1926 Berlino
- Was Sie wollen. Cabaret-Rivista. Musica: Friedrich Hollaender. UA 1927 Berlino
- Hin und zurück. Sketch con musica (Kurzoper). Musica: Paul Hindemith. UA 1927
- Es liegt in der Luft. Rivista. Musica: Mischa Spoliansky. UA 1928
- Schön und Schick. 1928
- Neues vom Tage. Lustige Oper in drei Teilen. Musica: Paul Hindemith. UA 1929
- Der rote Faden. Kabarett-Revue (insieme a Friedrich Hollander). Musica: Rudolf Nelson. UA 1930 Berlino
- Quick. Kabarett-Rivista (insieme a Friedrich Hollaender). Musica: Rudolf Nelson. UA 1930
- Sie werden von uns hören. 1930
- Alles Schwindel. Rivista. Musica: Mischa Spoliansky. UA 1931
- Rufen Sie Herrn Plim. Cabaret-Opera Musica: Mischa Spoliansky. UA 1932
- Heute Nacht oder nie. Schlager. Musica: Mischa Spoliansky. Cantata da Jan Kiepura nel film Das Lied einer Nacht. UA 1932